# Copadichromis trewavasae
Copadichromis trewavasae és una espècie de peix d'aigua dolça de la família dels cíclids i de l'ordre dels perciformes. Va ser descrit per Ad F. Konings el 1999 que li va donar l'epítet trewavasae en honor pòstum a l'ictiòloga britànica Ethelwynn Trewavas (1900-1993) «en reconeixement del seu treball sobre els cíclids del llac Malawi.»
Els mascles poden assolir els 10,5 cm de longitud total. És un endèmic al llac Malawi a l'Àfrica oriental.